# Villars-le-Terroir
Pour les articles homonymes, voir Villars.
Villars-le-Terroir (/vilaʀlətɛʀwaʀ/) est une commune suisse du canton de Vaud, située dans le district du Gros-de-Vaud. La commune est peuplée de 1 307 habitants en 2022, sur un territoire d'une surface de 712 hectares.

## Géographie
La commune s'étend sur un plateau du Jorat occidental, dans le Gros-de-Vaud, à 2 km au nord d'Échallens. Elle comprend les hameaux du Grand et du Petit Buron et de Montandrey.
Le territoire de Villars-le-Terroir s'étend sur 7,09 km2. Lors du relevé de 2013-2018, les surfaces d'habitations et d'infrastructures représentaient 10,4 % de sa superficie, les surfaces agricoles 75,6 %, les surfaces boisées 14,7 % et les surfaces improductives 0,0 %.
Elle a des frontières communes avec Échallens, Fey, Goumoëns, Montilliez, Penthéréaz et Vuarrens.[réf. nécessaire]

## Toponymie
Le nom de la commune, qui se prononce /vilaʀlətɛʀwaʀ/, est composé d'un premier élément qui dérive du substantif roman villāre (du bas latin villāris, qui appartient au domaine) et d'un deuxième élément qui dérive du latin terrĭtōrĭu (territoire, subdivision territoriale), apposé pour distinguer la commune des autres Villars.
La première occurrence écrite du toponyme date de 1438, sous la forme de Villard le Terrioz.
La commune se nomme Velâ-lou-Tèryâ en patois vaudois. 

## Population et société

### Gentilé et surnoms
Les habitants de la commune se nomment les Villardiers.
Ils sont surnommés les Molliets (lè Molliet, soit les mouillés ou amateurs de bonne chère et de boisson en patois vaudois), les Râpes et les Noyés.

### Démographie

#### Évolution de la population
Villars-le-Terroir compte 1 307 habitants au 31 décembre 2022 pour une densité de population de 184 hab/km2. Sur la période 2010-2019, sa population a augmenté de 56,5 % (canton : 12,9 % ; Suisse : 9,4 %).  

#### Pyramide des âges
En 2020, le taux de personnes de moins de 30 ans s'élève à 37,2 %, au-dessus de la valeur cantonale (35 %). Le taux de personnes de plus de 60 ans est quant à lui de 20,4 %, alors qu'il est de 21,9 % au niveau cantonal.
La même année, la commune compte 654 hommes pour 626 femmes, soit un taux de 51,1 % d'hommes, supérieur à celui du canton (49,1 %).
| Hommes | Classe d’âge | Femmes |
| ------ | ------------ | ------ |
| 0,3    | 90 ans ou +  | 0,5    |
| 5,2    | 75 à 89 ans  | 8,6    |
| 13,5   | 60 à 74 ans  | 12,6   |
| 18,2   | 45 à 59 ans  | 18,4   |
| 23,5   | 30 à 44 ans  | 24,8   |
| 16,7   | 15 à 29 ans  | 16,1   |
| 22,6   | - de 14 ans  | 19,0   |

| Hommes | Classe d’âge | Femmes |
| ------ | ------------ | ------ |
| 0,5    | 90 ans ou +  | 1,4    |
| 6,1    | 75 à 89 ans  | 8,2    |
| 13,3   | 60 à 74 ans  | 14,3   |
| 21,5   | 45 à 59 ans  | 21,2   |
| 22,0   | 30 à 44 ans  | 21,4   |
| 19,6   | 15 à 29 ans  | 18,0   |
| 16,9   | - de 14 ans  | 15,5   |

#### Étrangers, langues et religion
En 2020, la commune compte 598 personnes de nationalité suisse (93,3 %) et 43 ressortissants étrangers (6,7 %). La langue la plus parlée est le français, avec 605 personnes (94,4 %). La deuxième langue est l'allemand (15 ou 2,3 %). 
Sur le plan religieux, la communauté catholique est la plus importante avec 414 personnes (64,6 %), suivie des protestants (138 ou 21,5 %). 53 personnes (8,3 %) n'ont aucune appartenance religieuse.

## Histoire
Le village comporte une chapelle dès 1150, dédiée à Saint Nicolas. Cette chapelle est consacrée en église en 1228 et une confrérie du Saint-Esprit y est rattachée en 1446.
Durant l'ère bernoise, le village appartient au bailliage d'Orbe-Échallens. Les autorités de Berne et Fribourg administrent le village à l'aide de deux gouverneurs, tandis que la commune est gérée par un conseil composé de douze membres.
Deux évènements marquent la commune. Le 26 juin 1783, durant la Fête-Dieu, quatre enfants, six femmes et quatre hommes, soit onze personnes au total, décèdent après s'être réfugiés sous le porche de l'église pendant un orage lorsque la foudre frappe le clocher. Le second évènement se produit en hiver 1811. Une épidémie de fièvre atteint le village et le Petit Conseil de l'État de Vaud dépêche un médecin, un pharmacien et des gardes-malades pour enrayer la maladie.

## Héraldique
| Blason de Villars-le-Terroir | Blason  | D'azur au chevron d'argent accompagné de trois besants d'or |
| Blason de Villars-le-Terroir | Détails | Les armoiries reprennent celles de Colombier dont les sires sont originaires de Villars-le-Terroir. Quant aux trois besants d'or, ils sont issus des attributs de Saint Nicolas patron de la première chapelle du village et symbole de la majorité catholique dans le village. Les armoiries de la commune sont adoptées et approuvées par le canton de Vaud en 1929. |

## Patrimoine bâti

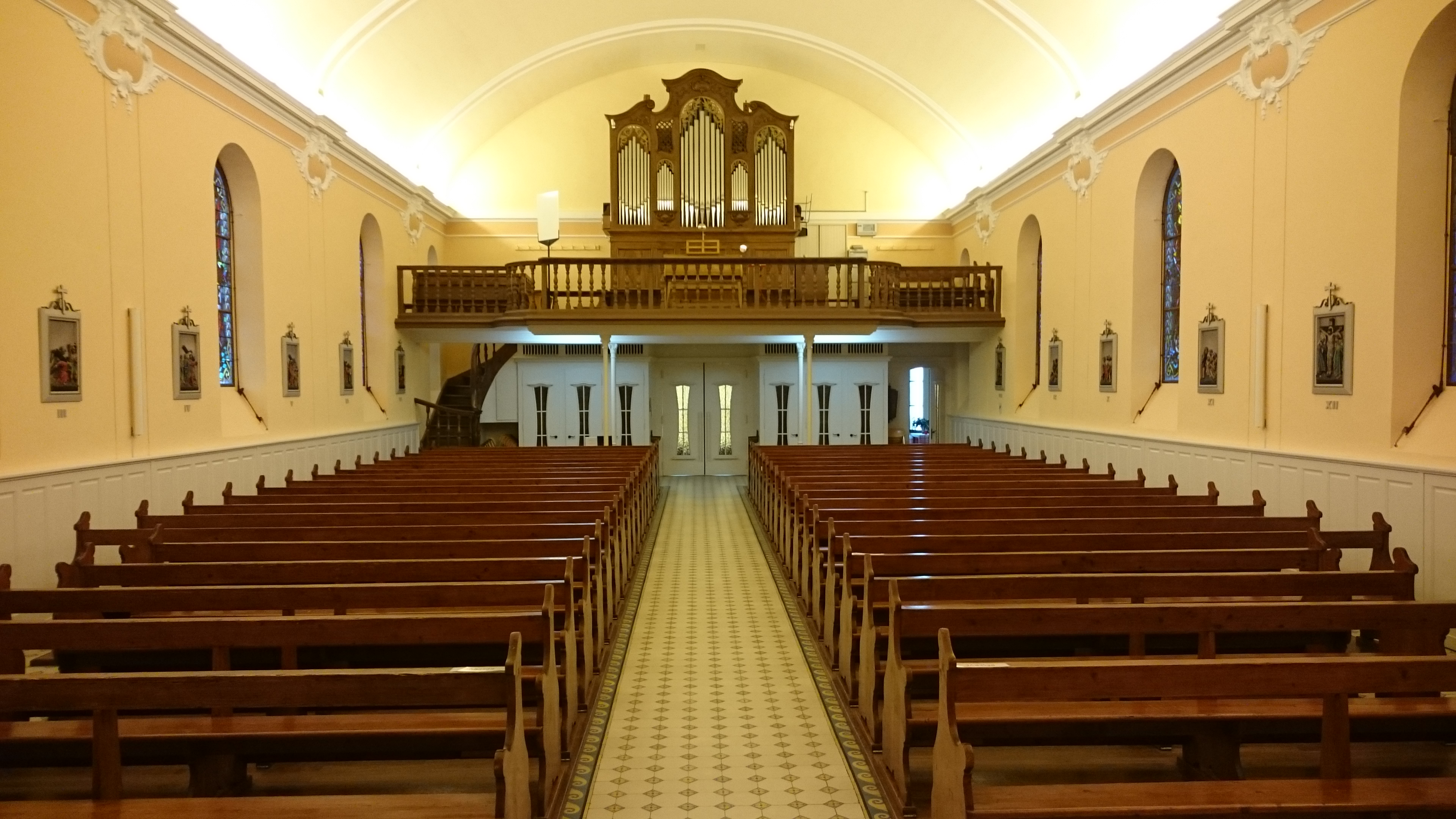
Nef de l'église villageoise Saint-Nicolas de Myre.

L'église paritaire, sous le vocable de Saint Nicolas, d'origine médiévale, a vu sa nef rectangulaire reconstruite, plus grande, en 1724, tandis que le chœur à cinq pas a été renouvelé en 1733 sous la conduite de l'architecte Jean-Gaspard Martin. La statue de Saint-Nicolas date du troisième quart du XVIIe siècle, Vitraux de 1939 par Gaston Thévoz, de 1949 par Paul Monnier. Fait rare, l'église comporte encore deux chaires à prêcher, une pour les catholiques, une pour les protestants. On ne trouve plus d'équivalent que dans l'église d'Assens, mais cet agencement existait anciennement aussi dans les églises de Bottens et d'Échallens. L'édifice a été restauré en 1908 (transformation néo-baroque de l'intérieur et reconstruction du clocher), 1948 (intérieur) et 2001 (extérieur). Devant l'église, une croix en ferronnerie est datée 1827.

## Politique
Lors des élections fédérales suisses de 2011, la commune a voté à 31,51 % pour l'Union démocratique du centre. Les deux partis suivants furent le Parti libéral-radical avec 21,90 % des suffrages et le Parti socialiste suisse avec 18,31 %.		
Lors des élections cantonales au Grand Conseil de mars 2011, les habitants de la commune ont voté pour l'Alliance du centre à 38,48 %, le Parti libéral-radical à 22,30 %, l'Union démocratique du centre à 18,02 %, le Parti socialiste à 11,45 % et les Verts à 9,76 %.	
Sur le plan communal, Villars-le-Terroir est dirigé par une municipalité formée de 5 membres et dirigée par un syndic pour l'exécutif et un Conseil communal, composé de 35 élus, dirigé par un président et secondé par un secrétaire, pour le législatif.

## Économie
Jusqu'à la seconde moitié du XXe siècle, l'économie de Villars-le-Terroir était principalement tournée vers l'agriculture, l'arboriculture fruitière et l'élevage qui, de nos jours encore, représente une part importante de l'emploi local. Dans les dernières décennies, le village s'est développé pour accueillir des personnes travaillant soit à Échallens, soit dans la région lausannoise. Ce développement s'est accompagné de la création de plusieurs entreprises locales. La commune compte également un motel, une boucherie, une boulangerie et un café-restaurant.

## Transports
Au niveau des transports en commun, Villars-le-Terroir fait partie de la communauté tarifaire vaudoise Mobilis. La ligne de bus CarPostal reliant Yverdon-les-Bains à Échallens et celle reliant Échallens à Chavornay s'arrêtent dans la commune. Elle est également desservie par les bus sur appel Publicar, qui sont aussi un service de CarPostal.

## Vie locale
La commune compte plusieurs associations ou groupement, parmi lesquels une société d'accordéonistes, une chorale, un club de football, un groupe de gymnastique, une société de jeunesse et une société équestre.